# 9e législature de Koror

La 9e législature de Koror est la 9e session de la Législature de l’État de Koror.
Elle fait suite à la 8e législature de Koror, qui était entrée en fonction en 2006.

## Déroulement

### Élections
L'élection des membres de la Législature a eu lieu en 2009 lors des élections générales.

## Membres de la Législature
| Nom                  | Qualité                | Circonscription                    |
| -------------------- | ---------------------- | ---------------------------------- |
| Eyos Rudimch         | Président, membre      | Iyebukel                           |
| Franco Gibbons       | Vice-président, membre | Circonscription générale de Koror. |
| Ehrlick M. Termeteet | Floor Leader, membre   | Ngerchemai                         |
| Wilson Ngirausui     | Membre                 | Ngermid                            |
| Geggi Udui           | Membre                 | Ngerkesoaol                        |
| Augusto Ngirmang     | Membre                 | Meketii                            |
| Merol Ngirmeriil     | Membre                 | Idid                               |
| Mengkur Rechelulk    | Membre                 | Dngeronger                         |
| Richard Alonz        | Membre                 | Ikelau                             |
| Felix Francisco      | Membre                 | Ngerchebed                         |
| Jason Nolan          | Membre                 | Medalaii                           |
| Leorry Ngiramowai    | Membre                 | Meyuns                             |
| Clarence Saka        | Membre                 | Ngerkebesang                       |
| Millan Isack         | Membre                 | Circonscription générale de Koror. |
| Ann Pedro            | Membre                 | Circonscription générale de Koror. |
| Uchel Sechewas       | Membre                 | Circonscription générale de Koror. |
| Kazuki Sungino       | Membre                 | Circonscription générale de Koror. |

## Sources